# Tritoma erythrocephala
Tritoma erythrocephala är en skalbaggsart som beskrevs av Lacordaire 1842. Tritoma erythrocephala ingår i släktet Tritoma och familjen trädsvampbaggar. Inga underarter finns listade i Catalogue of Life.